# Leptotarsus submancus
Leptotarsus submancus är en tvåvingeart som först beskrevs av Alexander 1923.  Leptotarsus submancus ingår i släktet Leptotarsus och familjen storharkrankar. Inga underarter finns listade i Catalogue of Life.